# Romio no Aoi Sora
Romio no Aoi Sora (яп. ロミオの青い空, Роміо но аоі сора, укр. Блакитні небеса Ромео) — аніме-серіал 1995 року, створений студією Nippon Animation. Є частиною серії «Кінотеатр світових шедеврів». Історія заснована на романі «Чорні брати» німецько-швейцарської письменниці Лізи Тецнер.

## Сюжет
Історія починається в другій половині XIX століття в невеликому швейцарському гірському селі, де разом зі своєю сім'єю живе одинадцятирічний Ромео. У день сільського свята в село приходить Антоніо Луїни на прізвисько «Бог смерті», похмурий чоловік, який бродить по селах і купує дітей у бідняків, щоб змусити їх працювати сажотрусами в Мілані. Щоб відібрати Ромео у сім'ї, він підпалює поля сім'ї Ромео, який серйозно захворює, намагаючись врятувати урожай. Щоб оплатити дороге лікування і врятувати свого батька, Ромео змушений «продатися» Луїни за 25 франків і підписати контракт, який зобов'язує його протягом наступних шести місяців працювати сажотрусом в Мілані.
Ромео залишає село, щоб відправитися в Локарно на озеро Маджоре — перший пункт збору дітей, яких Луїни повинен перепродати в Мілані. Дорогою він зустрічає Альфредо, хлопчика на рік старшого за нього, який розділяє з Ромео долю перетворення в сажотруса. Незабаром вони стають друзями. У ту ж ніч в Локарно хлопчики зустрічаються з іншими юними сажотрусами, які будуть завантажені вночі на човні для перевезення на інший бік озера. Але бушує страшний шторм, і під час переправи човен тоне. Ромео рятує Луїни. На наступний день поїздка до Мілана триває тільки для Луїни, Альфредо і Ромео, єдиних, хто вижив після корабельної аварії. Жахливе пригода зміцнює відносини між Ромео і Альфредо, які присягнулися один одному у вічній дружбі.
Прибувши в Мілан, Луїни продає хлопчиків двом різним сажотрусам. Ромео потрапляє на роботу до Марчелло Россі, сім'я якого жорстока до Ромео. Єдиними друзями для Ромео стають Анжелетті — добра дівчинка, прийомна дочка Россі, яка змушена весь час лежати в ліжку через серйозну хворобу серця, намагається полегшити страждання хлопчика і доктор Каселла, який зустрічає Ромео під час роботи і допомагає йому навчитися читати.
Однак у місті вирує банда хуліганів, які називають себе «Вовча зграя», які постійно нападають на юних сажотрусів. Альфредо організовує союз сажотрусів під назвою «Чорні брати», мета якого — захищати від хуліганів «Вовчої зграї».